# Bulcsú Székely
Bulcsú Székely (Budapest, 2 giugno 1976) è un pallanuotista ungherese, vincitore di una medaglia d'oro ai giochi olimpici di Sydney 2000.. Ha conquistato anche due medaglie d'oro europee ed ha alzato al cielo un campionato ungherese, tre Coppe d'Ungheria e tre supercoppe nazionali.